# Heliophanus peckhami
Heliophanus peckhami este o specie de păianjeni din genul Heliophanus, familia Salticidae, descrisă de Simon în anul 1902. Conform Catalogue of Life specia Heliophanus peckhami nu are subspecii cunoscute.